# بيلي غيلمور
بيلي غيلمور هو لاعب هوكي الجليد كندي، ولد في 21 مارس 1885 في أوتاوا في كندا، وتوفي في 13 مارس 1959 في مونت رويال في كندا.